# Portella dell'Obolo
Portella dell'Obolo è un valico posto a 1503  m s.l.m. sulla S.P. 168 per Capizzi all'altezza circa del 28º km.
Essa rappresenta inoltre uno dei possibili punti di attacco all'interno dell'itinerario escursionistico della Dorsale dei Nebrodi che partendo da Serro Merio nel comune di Mistretta attraversa in direzione ovest-est la catena montuosa fino a Portella Mitta nel comune di Floresta con una lunghezza totale di circa 75 km. 

## Viabilità
Data l'altitudine, la strada, a partire dal 23º km circa e fino a qualche km dopo lo scollinamento è soggetta, nel periodo invernale,  a frequente innevamento e ghiaccio. Il transito è tuttavia facilitato da un regolare servizio spazzaneve.
Insieme a Portella Femmina Morta, è uno dei più alti valichi attraversati da strade di importanza statale o provinciale della Sicilia. 